# Coboly
A coboly (Martes zibellina) az emlősök (Mammalia) osztályának ragadozók (Carnivora) rendjébe, ezen belül a menyétfélék (Mustelidae) családjába és a rozsomákformák (Guloninae) alcsaládjába tartozó faj.

## Nevének eredete
A coboly szó a magyarban már 1150 körül kimutatható. A coboly szó (en: sable, de: Zobel, fr: sable, zibeline, it: zibelino, sk: sobol, ru: сóболь) az oroszból terjedt el Európa-szerte, már a 7. századtól. Az orosz szó igazodik az indoeurópai nyelvcsalád többi tagjához (középangol, ófrancia és középalnémet sabel, ófelnémet zobel, litván sabalas). Anonymus sabelum adatai arra mutatnak, hogy a szó szoboly formában a kereskedelem révén már az óoroszból átkerülhetett a magyarba, de idővel elavult.

## Elterjedése
Ma főleg az Urál hegységtől keletre, Szibéria tajgáiban, Mongólia északi részén fordul elő. Valaha az Uraltól nyugatra is honos volt, Oroszország európai részén, Skandináviában, Lengyelországban is élt, de értékes gereznájáért Európában teljesen kiirtották. Manapság farmokon is tenyésztik.

## Alfajai
- Martes zibellina zibellina
- Martes zibellina angarensis
- Martes zibellina arsenjevi
- Martes zibellina averini
- Martes zibellina brachyura
- Martes zibellina ilimpiensis
- Martes zibellina jakutensis
- Martes zibellina kamtschadalica
- Martes zibellina obscura
- Martes zibellina princeps
- Martes zibellina sahalinensis
- Martes zibellina sajanensis
- Martes zibellina schantaricus
- Martes zibellina tomensis
- Martes zibellina tungussensis
- Martes zibellina yeniseensis

## Testfelépítése

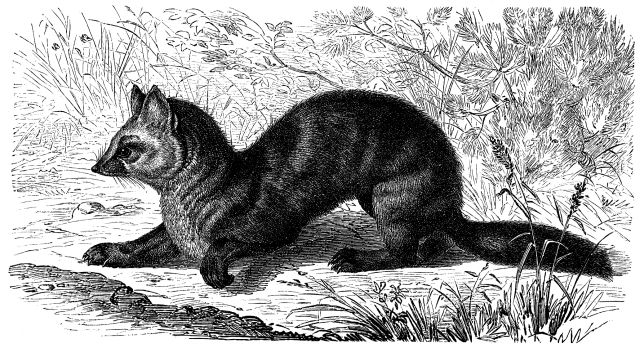

Testéhez képest hosszú a farka, feje kúp formájú. Testhossza 35–56 cm között van. Farokhossza 11,3–19 cm. Testtömege 700-1900 gramm. Nagyon hajlékony állat. Bundája viszonylag hosszú szőrű, tömötten áll, puha és selymes. Színe változatos, több árnyalata létezik a barnától a feketéig. Jellemző rá sárgás torokfoltja.

## Táplálkozás
A fákon mókusokra és madarakra vadászik, a földön viszont talajlakó rágcsálókat kap el. Főleg éjszaka aktív; egy éjszaka közel 15 km-t is megtehet a territóriumán belül, miközben zsákmányt keres. A territóriumát évente többször is megváltoztatja attól függően, hogy milyen táplálékot keres.

## Szaporodása
Az év nagy részében magányosan él, csak a párzás időszakára jön össze a nősténnyel, rendszerint július-augusztusban keres párt magának. A nőstény 250-300 nap vemhesség után 3-4 kölyköt hoz világra egy rejtekhelyen. A kicsik vakon születnek, és csak 30-35 napos korukban kezdenek látni. Ivarérettségüket 15 hónaposan érik el.

## Cobolyprém
Színe változatos, több árnyalata létezik a barnától a feketéig. A legsötétebb, legfinomabb gereznájú a legértékesebb, innen ered a heraldikai megfelelője - a cobolyprém a fekete színt jelöli. Prémje tömötten áll, puha és selymes, ezért vadásszák, de tenyésztik is.